# 34251 Rohanmehrotra
34251 Rohanmehrotra è un asteroide della fascia principale. Scoperto nel 2000, presenta un'orbita caratterizzata da un semiasse maggiore pari a 2,5458831 au e da un'eccentricità di 0,0184169, inclinata di 3,46346° rispetto all'eclittica.